# Kaweshkar

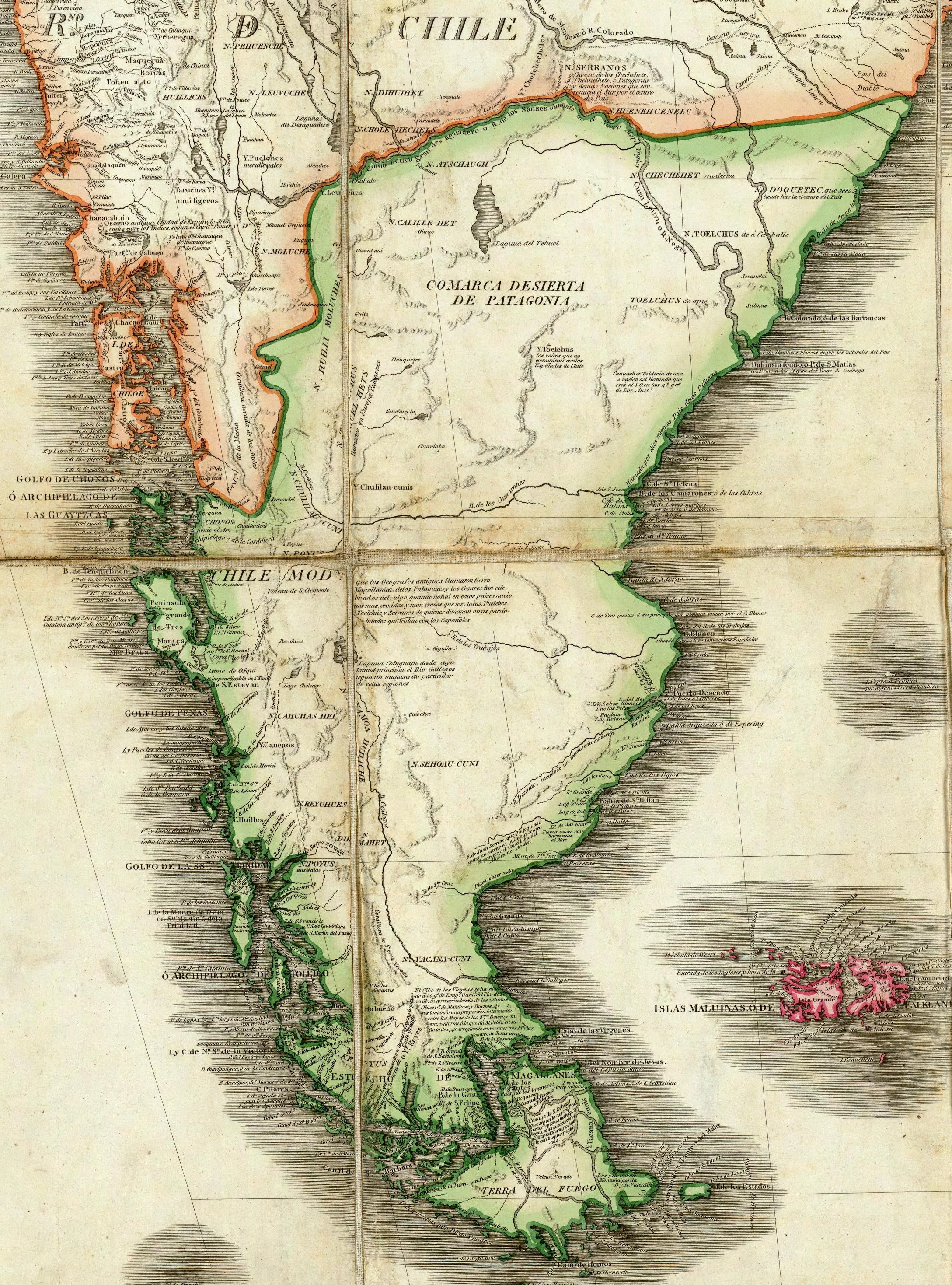
Il territorio dei Kaweshkar

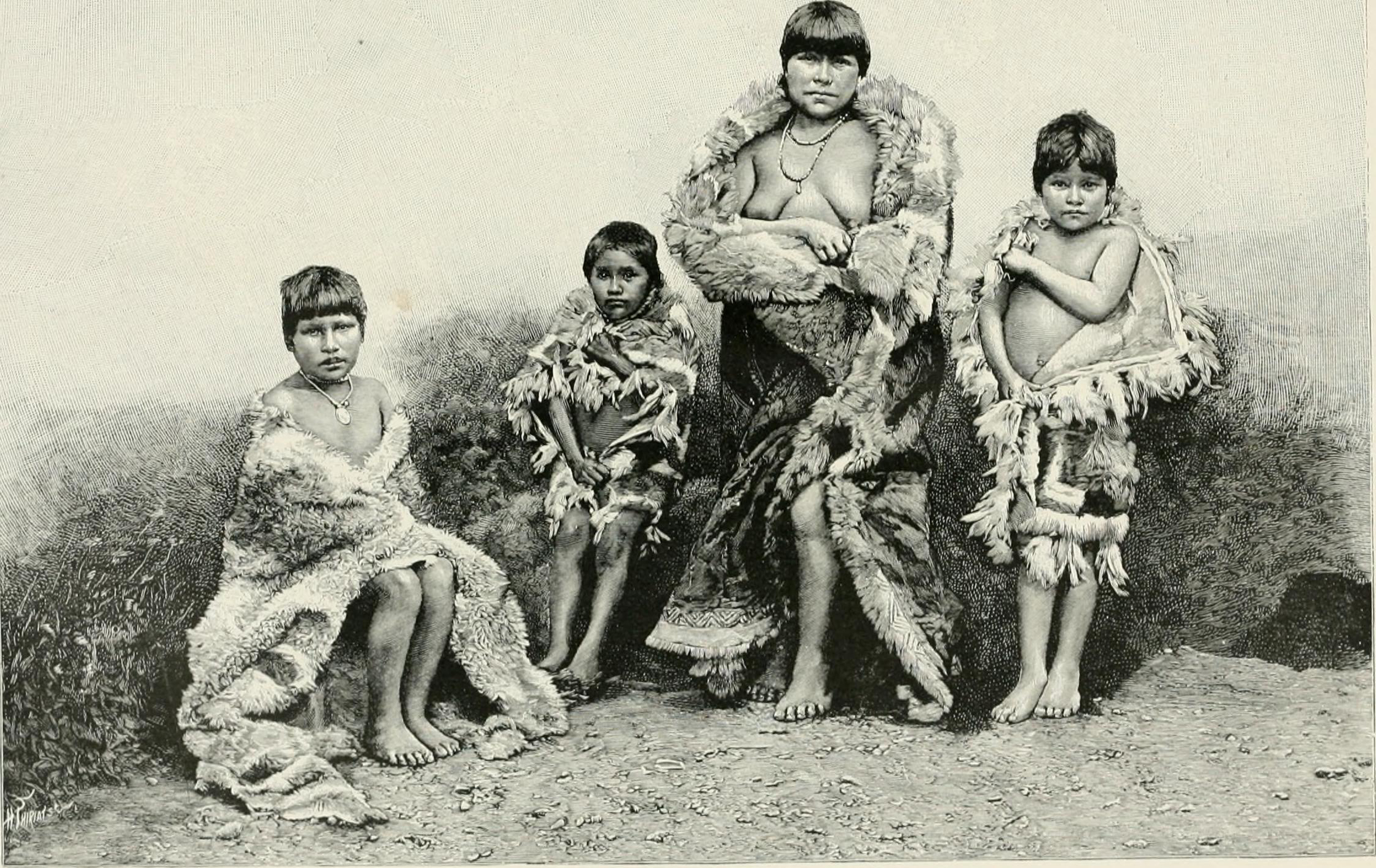
Kaweshkar

I Kaweshkar, chiamati anche Alacaluf, sono una tribù di Nativi Americani del Sudamerica. Vivevano in Cile, Golfo di Penas, Terra del Fuoco e vicino allo Stretto di Magellano. Secondo il censimento del 1973 ci sono 47 Kaweshkar a Puerto Eden e 3 nella riserva indiana di Seno Skuyring.

## Lingua
I Kaweshkar parlavano il Chon come molte altre tribù presenti in Cile, Argentina e Terra del Fuoco.

## Suddivisioni
I Kaweshkar erano divisi in varie tribù:
- Adwipliin
- Lecheyel
- Yequinahue (Yequinahuere)
- Enoo (Pešera)
- Caucahue

## Storia
I Kaweshkar arrivarono in Sudamerica insieme a molte altre tribù tuttora presenti nella regione. Poi, con l'arrivo dei colonizzatori, il territorio di questa tribù venne presto conquistato. In seguito alle malattie portate dai colonizzatori e all'alcool, la popolazione venne decimata. Dal XVIII al XX secolo circa, si assiste ad un vero e proprio genocidio. Ancora oggi questo popolo conta un numero bassissimo di individui.

## Cultura e Società
I Kaweshkar erano nomadi ed avevano un'organizzazione sociale. Si nutrivano principalmente di carne e vestivano pesantemente per via del clima rigido tipico della Terra del Fuoco. Si vestivano con pelli di foca e nutria poiché tenevano molto calore.

### La canoa
L'imbarcazione preferita dai Kaweshkar era la canoa. Era fabbricata con della corteccia, possibilmente di Coihue, ed era lunga dagli 8 ai 9 metri. Poteva trasportare fino a 5 persone ed era molto agile.

## Religione

### Credenze
I Kaweshkar credevano in un essere supremo chiamato Alep-làyp o, secondo alcuni, Arca Kercis. Era uno spirito buono e, in caso di naufragio, questo dio dava sostegno al naufrago tramite cibo, acqua e legname. C'erano inoltre altre divinità minori come:
- Ayayema, spirito del male
- Kawtcho, spirito della notte
- Mwomo, spirito che creava le valanghe

### Funerale
Solitamente un defunto veniva sottoposto ad un rito: il funerale. Dopo che il defunto era morto, veniva avvolto in pelli di animali e veniva fatto navigare su una canoa nell'oceano. Raramente il defunto veniva messo in tombe; piuttosto veniva gettato in una grotta.